# Pas de divorce
Pour plus de détails, voir Fiche technique et Distribution.
Pas de divorce (Rozwodów nie bedzie) est un film polonais en trois parties réalisé par Jerzy Stefan Stawiński, sorti en 1964.

## Fiche technique
- Titre original : Rozwodów nie bedzie
- Titre français : Pas de divorce
- Réalisation et scénario : Jerzy Stefan Stawiński
- Direction artistique : Halina Dobrowolska
- Décors : Wiesława Chojkowska
- Costumes : Wiesława Chojkowska
- Photographie : Jerzy Lipman
- Montage : Wiesława Otocka
- Pays d'origine : Pologne
- Format : Noir et blanc - 35 mm - Mono
- Genre : comédie romantique
- Durée : 95 minutes
- Date de sortie :
  - Pologne : 25 février 1964

## Distribution

### Épisode 1
- Władysław Kowalski : Tomek Jaworek
- Marta Lipinska : Alina Borowska
- Wieńczysław Gliński : témoin

### Épisode 2
- Zbigniew Dobrzynski : Marek Konar
- Teresa Tuszynska : Joanna Kaliszewska
- Elżbieta Kępińska : Basia
- Pola Raksa : Krysia

### Épisode 3
- Magdalena Zawadzka : Kasia
- Paweł Galia : Tadek
- Józef Pieracki : employé de bureau
- Zbigniew Cybulski : Gruszka